# Fernanda Vogel
Fernanda Vogel Mesquita (Rio de Janeiro, 1 de outubro de 1980 – São Sebastião, 27 de julho de 2001) foi uma modelo brasileira que morreu devido a queda do helicóptero do empresário João Paulo Diniz, seu namorado na época, na praia de Maresias, São Sebastião, no litoral norte de São Paulo, em 2001.

## Carreira
Fernanda começou a trabalhar como modelo aos oito anos. Foi morar em Itaboraí, onde aos 15 anos, após fazer um book com uma fotógrafa do lugar, assinou contrato com a agência Ford Models e em seguida com a agência Mega. Ficou conhecida pelo seu papel no comercial do chocolate Prestígio da Nestlé.

## Morte
Na noite de 27 de julho de 2001 na praia de Maresias, em São Sebastião, litoral norte de São Paulo o helicóptero em que estavam a modelo, João Paulo Diniz, um piloto e um co-piloto caiu no mar. Sobreviveram apenas Diniz e o co-piloto Luiz Eduardo, que tiveram de nadar por mais de 2 quilômetros até a praia. A morte de Vogel foi causada pelo acidente aéreo, onde caiu no mar juntamente com o helicóptero e o piloto. Mais tarde, no dia 03 de agosto de 2001, seu corpo foi encontrado.